# Adenilosukcinatna lijaza
Adenilosukcinatna lijaza (EC 4.3.2.2, adenilosukcinaza, sukcino AMP-lijaza, 6--(1,2-dikarboksietil)AMP AMP-lijaza, 6-N-(1,2-dikarboksietil)AMP AMP-lijaza (formira fumarat)) je enzim sa sistematskim imenom N6-(1,2-dikarboksietil)AMP AMP-lijaza  (formira fumarat). Ovaj enzim katalizuje sledeću hemijsku reakciju
(1) N6-(1,2-dikarboksietil)AMP {\displaystyle \rightleftharpoons } fumarat + AMP
(2) ()-2-[5-amino-1-(5-fosfo--ribozil)imidazol-4-karboxamido]sukcinat {\displaystyle \rightleftharpoons } fumarat + 5-amino-1-(5-fosfo--ribozil)imidazol-4-karboksamid
Ovaj enzim takođe deluje na 1-(5-fosforibozil)-4-(N-sukcinokarboksamid)-5-aminoimidazol.

## Literatura
- Nicholas C. Price; Lewis Stevens (1999). Fundamentals of Enzymology: The Cell and Molecular Biology of Catalytic Proteins (Third изд.). USA: Oxford University Press. ISBN 019850229X.
- Eric J. Toone (2006). Advances in Enzymology and Related Areas of Molecular Biology, Protein Evolution (Volume 75 изд.). Wiley-Interscience. ISBN 0471205036.
- Branden C; Tooze J. Introduction to Protein Structure. New York, NY: Garland Publishing. ISBN 0-8153-2305-0.
- Irwin H. Segel. Enzyme Kinetics: Behavior and Analysis of Rapid Equilibrium and Steady-State Enzyme Systems (Book 44 изд.). Wiley Classics Library. ISBN 0471303097.

## Spoljašnje veze
- Adenylosuccinate+lyase на 